# Lilltjärnen (Eds socken, Ångermanland)
Lilltjärnen är en sjö i Sollefteå kommun i Ångermanland och ingår i Ångermanälvens huvudavrinningsområde.